# رائول آلارکون
رائول آلارکون (اسپانیایی: Raúl Alarcón‎؛ زادهٔ ۲۵ مارس ۱۹۸۶) دوچرخه‌سوار اهل اسپانیا است.
وی عضو تیم‌هایی همچون سونیر دوال-پرودیر بوده است.